# Huberville
Huberville est une commune française située dans le département de la Manche en région Normandie, peuplée au dernier recensement de 2022 de 361 habitants.

## Géographie

### Localisation
La commune est située dans le nord du Cotentin. Son bourg est à 3 km à l'est de Valognes et à 6 km au nord-ouest de Montebourg.
Les communes limitrophes sont Tamerville, Flottemanville, Saint-Cyr, Saint-Germain-de-Tournebut, Sortosville et Valognes.

### Géologie et relief
Le point culminant (118 m) le mont d'Huberville, situé au nord-est du territoire. Le point le plus bas (29 m) correspond à la sortie du territoire du Merderet naissant et de l'un de ses tout premiers affluents, à l'ouest. La commune est bocagère.

### Hydrographie
La commune est située dans le bassin Seine-Normandie. Elle est drainée par le Merderet, le cours d'eau 01 de la commune d'Hemevez, le cours d'eau 02 du Taillis, le fossé 01 de la commune d'Huberville, le fossé 01 de la Cour d'Huberville, le Merderert et divers autres petits cours d'eau,.
Le Merderet, d'une longueur de 36 km, prend sa source dans la commune de Tamerville et se jette dans la Douve en limite de Beuzeville-la-Bastille et de Sainte-Mère-Église, après avoir traversé 17 communes.

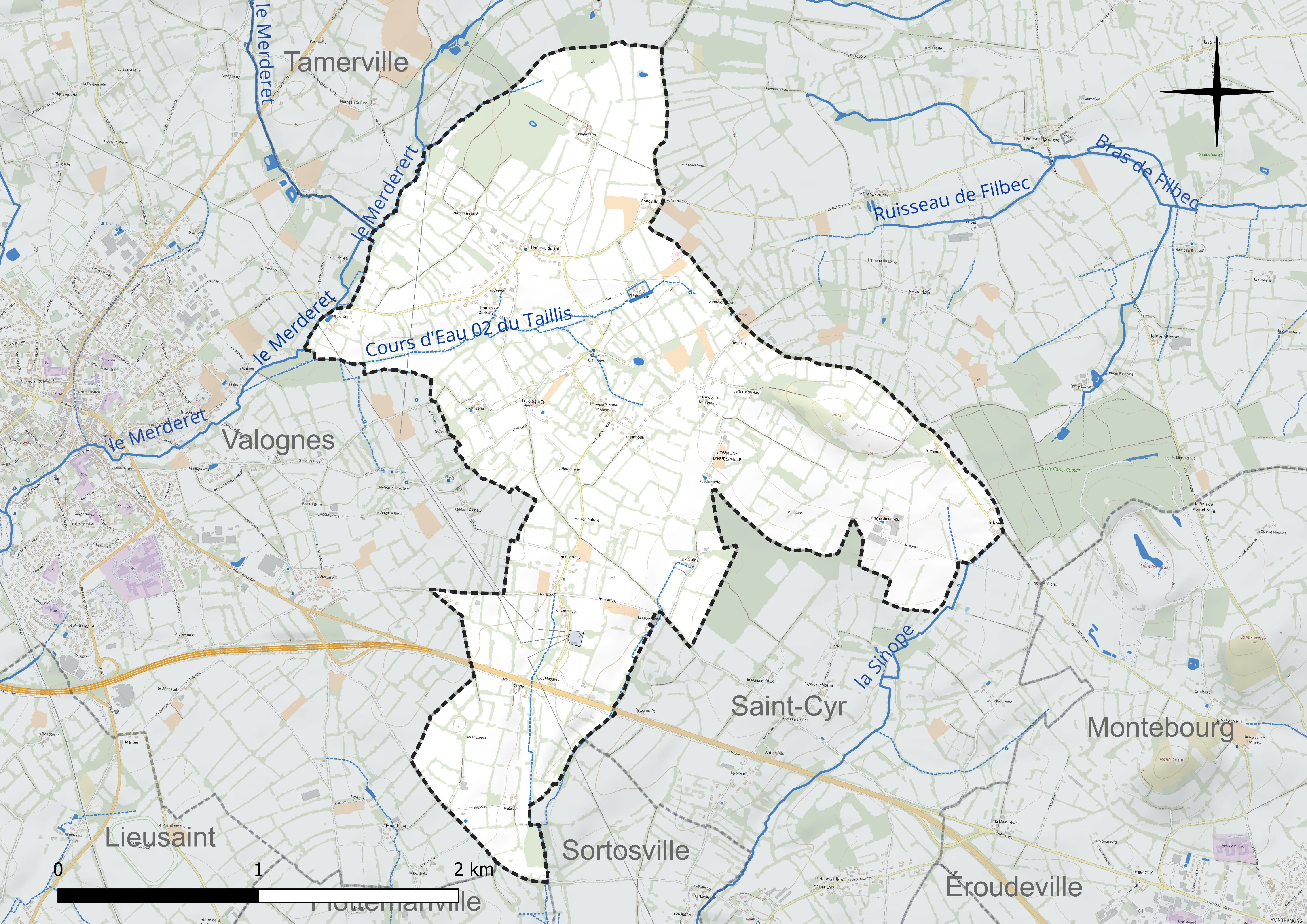
Réseau hydrographique d'Huberville.

### Climat
Pour des articles plus généraux, voir Climat de la Normandie et Climat de la Manche.
En 2010, le climat de la commune est de type climat océanique franc, selon une étude du CNRS s'appuyant sur une série de données couvrant la période 1971-2000. En 2020, Météo-France publie une typologie des climats de la France métropolitaine dans laquelle la commune est exposée à un climat océanique et est dans la région climatique  Normandie (Cotentin, Orne), caractérisée par une pluviométrie relativement élevée (850 mm/a) et un été frais (15,5 °C) et venté. Parallèlement le GIEC normand, un groupe régional d’experts sur le climat, différencie quant à lui, dans une étude de 2020, trois grands types de climats pour la région Normandie, nuancés à une échelle plus fine par les facteurs géographiques locaux. La commune est, selon ce zonage, exposée à un « climat maritime », correspondant au Cotentin et à l'ouest du département de la Manche, frais, humide et pluvieux, où les contrastes pluviométrique et thermique sont parfois très prononcés en quelques kilomètres quand le relief est marqué.
Pour la période 1971-2000, la température annuelle moyenne est de 10,8 °C, avec une amplitude thermique annuelle de 11,4 °C. Le cumul annuel moyen de précipitations est de 913 mm, avec 13,9 jours de précipitations en janvier et 8,4 jours en juillet. Pour la période 1991-2020, la température moyenne annuelle observée sur la station météorologique la plus proche, située sur la commune de Gonneville-Le Theil à 14 km à vol d'oiseau, est de 11,0 °C et le cumul annuel moyen de précipitations est de 940,4 mm,. Pour l'avenir, les paramètres climatiques de la commune estimés pour 2050 selon différents scénarios d’émission de gaz à effet de serre sont consultables sur un site dédié publié par Météo-France en novembre 2022.

## Urbanisme

### Typologie
Au 1er janvier 2024, Huberville est catégorisée commune rurale à habitat dispersé, selon la nouvelle grille communale de densité à sept niveaux définie par l'Insee en 2022.
Elle est située hors unité urbaine.
Par ailleurs la commune fait partie de l'aire d'attraction de Cherbourg-en-Cotentin, dont elle est une commune de la couronne,. Cette aire, qui regroupe 77 communes, est catégorisée dans les aires de 50 000 à moins de 200 000 habitants,.

### Occupation des sols
L'occupation des sols de la commune, telle qu'elle ressort de la base de données européenne d’occupation biophysique des sols Corine Land Cover (CLC), est marquée par l'importance des territoires agricoles (99 % en 2018), une proportion sensiblement équivalente à celle de 1990 (98,9 %).
La répartition détaillée en 2018 est la suivante : prairies (84,1 %), terres arables (14,2 %), forêts (1 %), zones agricoles hétérogènes (0,7 %).

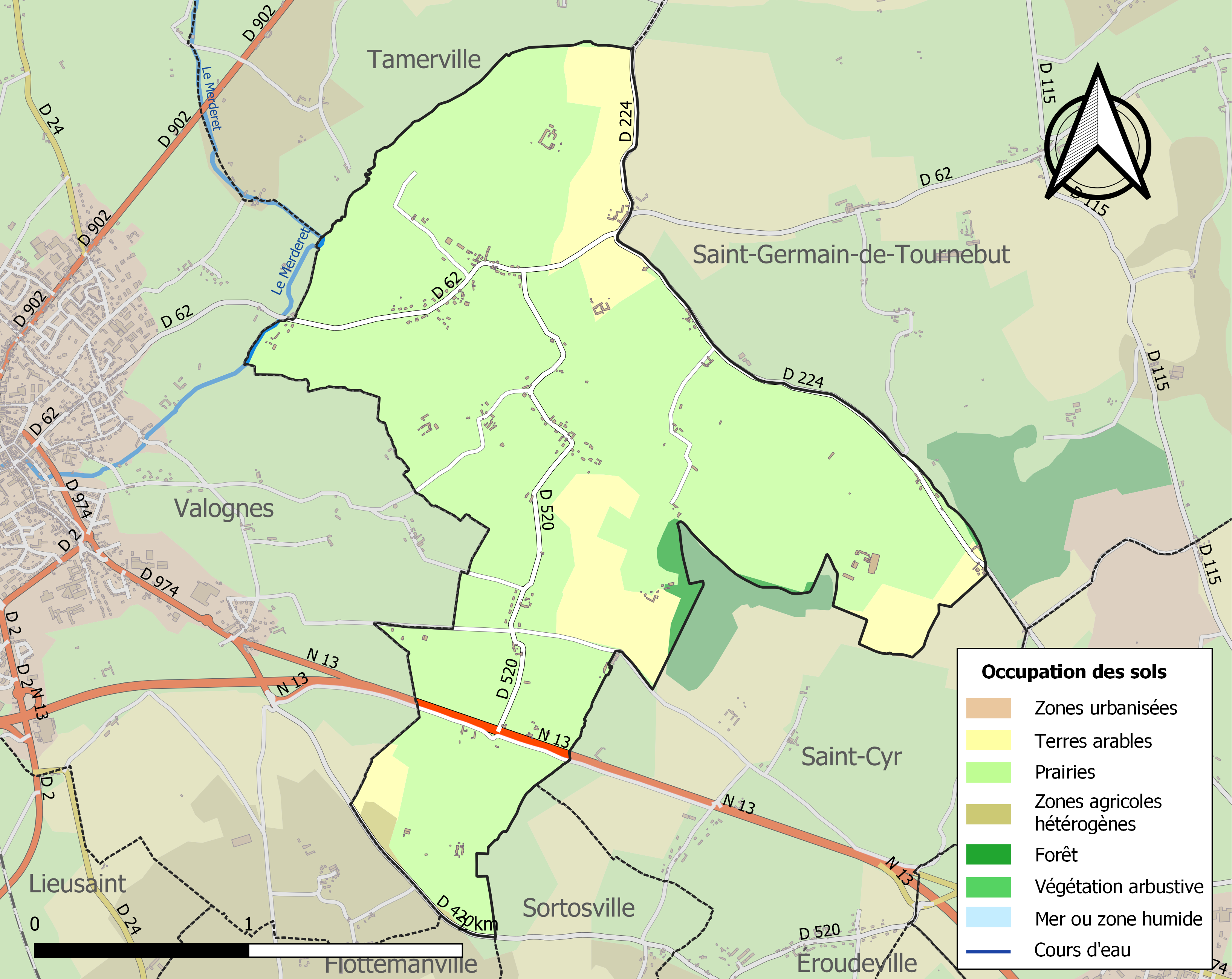
Carte des infrastructures et de l'occupation des sols de la commune en 2018 (CLC).

L'évolution de l’occupation des sols de la commune et de ses infrastructures peut être observée sur les différentes représentations cartographiques du territoire : la carte de Cassini (XVIIIe siècle), la carte d'état-major (1820-1866) et les cartes ou photos aériennes de l'IGN pour la période actuelle (1950 à aujourd'hui).

## Toponymie
Le nom de la localité est attesté sous les formes Huberville, Hubertivilla en 1056.
Le toponyme se serait construit à partir de l'anthroponyme germanique Hucbertus suivi du latin villa, « domaine rural ».

### Microtoponymie
La Néhourie, lieu-dit de Huberville, dont le nom d'origine gaélique Niall adopté sous une forme très proche Njáll dans la société des Vikings norvégiens, et particulièrement en Islande où une saga, la Niáls Saga consacrée à un personnage portant ce nom, et que l'on retrouve en Nord-Cotentin sous la forme Néhou attesté par au moins dans sept noms de lieux : Néhou, Saint-Jacques-de-Néhou, Le quartier du Néhou, lieu-dit d'Auvers, Néhourie, lieu-dit de Canville-la-Rocque, Néhou, hameau de Gatteville et dans le nom de la commune de Néville.

## Histoire

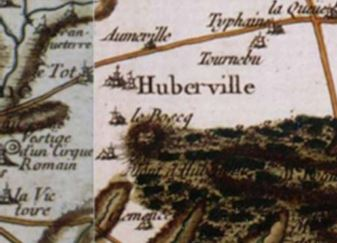
Huberville sur un extrait de la carte de Cassini.

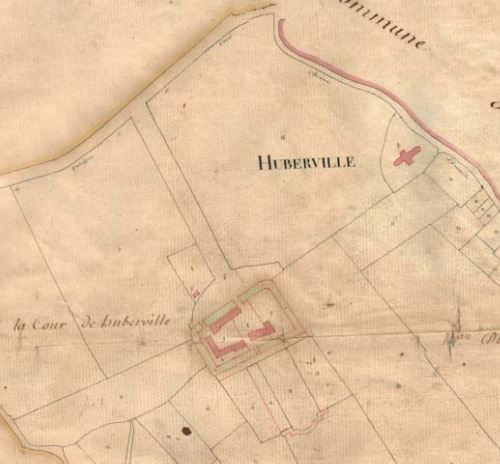
La Cour d’Huberville et l’église paroissiale sur un extrait du cadastre de 1812.

(juin 2017).

### Antiquité
La voie romaine d'Alleaume au port de la Hougue passait par Huberville.

### Moyen Âge
L'abbaye de Saint-Lô avait une partie des dîmes d'Huberville.
Huberville est mentionnée dans deux chartes du XIIe siècle sous les formes latines Hubervilla et Hubertivilla. Avec la donation des dîmes de la paroisse par le duc Guillaume à l’évêque de Coutances, vers 1060, ce sont là les plus anciennes mentions historiques connues pour la commune. La configuration territoriale est marquée par la prédominance des hameaux. Elle se singularise aussi par l’absence de véritable centre historique structuré autour de l’église paroissiale et de son cimetière, comme c’est le cas pour la majorité des villages. Au contraire, cette dernière est isolée dans une position très excentrée sur la frange orientale de la commune, en limite du territoire de Saint-Germain-de-Tournebut. Elle n’est pas non plus intégrée au tissu des habitations. Huberville sur un extrait de la carte de Cassini, la vignette de l’église paroissiale est accolée à celle représentant un château. Loin de traduire fidèlement une réalité historique et topographique, il s’agit de la représentation conventionnelle, d’un code cartographique indiquant qu’il s’agit d’un village possédant un château. Ce dernier correspond sans doute à l’ensemble architectural de La Cour d’Huberville, l’un des manoirs les plus anciens du secteur, situé à proximité de l’église. Ce voisinage est très net sur le cadastre de 1812 et sur lequel figurent aussi clairement représentées les douves en eaux.
Geoffroy d'Harcourt et ses partisans dont Jean Guiffre, seigneur de Gatteville, et ses frères Geoffroy et Julien, après avoir marché contre le château de Chiffrevast qu'ils mettent à feu et à sang le 2 mars 1354, feront subir le même sort aux moulins d'Huberville et de Banville, ainsi qu'aux manoirs du Val de Sie (Le Valdécie), de Bricquebosq et de Prêtreville.

### Temps modernes
En 1567, Guillaume Bauquet, écuyer, sieur d'Huberville et Surville, est taxé pour ses fiefs de 14 livres dans le rôle des nobles et roturiers, au titre du ban et de l'arrière ban de la vicomté de Coutances, réalisé par Gilles Dancel, seigneur d'Audouville, lieutenant général du bailli de Cotentin, tenu à Coutances les 20-22 octobre.
À la charnière des XVIIe et XVIIIe siècles, Huberville avait pour seigneur, Antoine Bauquet († 1707), qui avait épousé Charlotte-Françoise du Saussay, dame de Barneville en 1703, fille d'Adrian du Saussay et de Jeanne-Marie Pitteboult du Graffard.

## Politique et administration

### Administration municipale
| Période                                  | Période   | Identité              | Étiquette | Qualité     |
| ---------------------------------------- | --------- | --------------------- | --------- | ----------- |
| 1967                                     | 1972      | Léon Leridez          |           |             |
| 1972                                     | 1977      | André Brisset         |           | Agriculteur |
| 1977                                     | 1985      | Louis Lefauconnier    |           | Agriculteur |
| 1985                                     | mars 2001 | Louis Godefroy        | SE        |             |
| mars 2001                                | mars 2008 | Jean-Raymond Lemarois | SE        | Facteur     |
| mars 2008                                | En cours  | Jean-Marie Renard     | SE        | Chauffeur   |
| Les données manquantes sont à compléter. |           |                       |           |             |

Le conseil municipal est composé de onze membres dont le maire et deux adjoints.

## Population et société
Les habitants de la commune sont appelés les Hubervillais.

### Démographie
L'évolution du nombre d'habitants est connue à travers les recensements de la population effectués dans la commune depuis 1793. Pour les communes de moins de 10 000 habitants, une enquête de recensement portant sur toute la population est réalisée tous les cinq ans, les populations de référence des années intermédiaires étant quant à elles estimées par interpolation ou extrapolation. Pour la commune, le premier recensement exhaustif entrant dans le cadre du nouveau dispositif a été réalisé en 2008.
En 2022, la commune comptait 361 habitants, en évolution de −2,17 % par rapport à 2016 (Manche : −0,31 %, France hors Mayotte : +2,11 %).
Huberville a compté jusqu'à 385 habitants en 1841. Elle était la commune la moins peuplée du canton de Valognes avant l'agrandissement de celui-ci en 2015.
| 1793 | 1800 | 1806 | 1821 | 1831 | 1836 | 1841 | 1846 | 1851 |
| ---- | ---- | ---- | ---- | ---- | ---- | ---- | ---- | ---- |
| 350  | 241  | 366  | 414  | 360  | 342  | 385  | 352  | 349  |

| 1856 | 1861 | 1866 | 1872 | 1876 | 1881 | 1886 | 1891 | 1896 |
| ---- | ---- | ---- | ---- | ---- | ---- | ---- | ---- | ---- |
| 307  | 287  | 276  | 290  | 277  | 307  | 308  | 337  | 323  |

| 1901 | 1906 | 1911 | 1921 | 1926 | 1931 | 1936 | 1946 | 1954 |
| ---- | ---- | ---- | ---- | ---- | ---- | ---- | ---- | ---- |
| 284  | 283  | 264  | 266  | 254  | 227  | 221  | 263  | 243  |

| 1962 | 1968 | 1975 | 1982 | 1990 | 1999 | 2006 | 2008 | 2013 |
| ---- | ---- | ---- | ---- | ---- | ---- | ---- | ---- | ---- |
| 243  | 246  | 227  | 248  | 241  | 281  | 329  | 343  | 364  |

| 2018 | 2022 | - | - | - | - | - | - | - |
| ---- | ---- | - | - | - | - | - | - | - |
| 368  | 361  | - | - | - | - | - | - | - |

## Culture locale et patrimoine
(juin 2017).

### Lieux et monuments

#### La mairie
Le bâtiment de plan rectangulaire, est construit en moellons de grès et de calcaire. Les encadrements des ouvertures sont en pierre de taille calcaire. Dans son état actuel, il résulte de plusieurs transformations. L'extrémité sud-ouest, construite après 1812, est aujourd’hui occupée par la mairie tandis que le reste du bâtiment abrite des logements. Jusque dans les années 1980, ce bâtiment servait d’école communale. Il avait été acheté par la commune en 1851 qui, d’après le plan conservé dans les archives municipales, transforme une petite maison d’habitation avec un cellier et une boulangerie en école de garçons. Des travaux sont ensuite réalisés vers 1881 afin d’agrandir la classe, le logement de l'institutrice et d’aménager une nouvelle mairie. Le plan correspondant porte la mention « école mixte ». Le rehaussement de l'édifice vers 1900 constitue la dernière phase de travaux. La mairie, avec en contrebas la cour de l’ancienne école et les préaux transformés en local d’archives. Malgré les réaménagements, on reconnaît, aujourd’hui encore, la cour de l'école et les deux préaux qui servent dorénavant au stockage des archives municipales.

#### Le presbytère
L'ancien presbytère se situait à côté du manoir d'Anneville. Ayant été vendu lors de la Révolution il fallut trouver un nouveau lieu pour accueillir le curé de la paroisse. Le bâtiment, connu aujourd'hui comme presbytère, fait face à l’ancienne école. Une partie du bâtiment actuel figure déjà sur le cadastre de 1812. Il est bâti en calcaire et en grès, et a été remanié par deux agrandissements à l’est et à l’ouest. À l’intérieur, l’escalier central en calcaire d’Yvetot, daté de la charnière des XVIIe – XVIIIe siècles, est inscrit aux monuments historiques La façade sud est ornée d’un cadran solaire portant l’inscription 1751. La porte du jardin est surmontée d'un fronton triangulaire édifié en moellon de calcaire et coiffée d’une croix. Juste au-dessus du linteau, une niche voûtée devait abriter une statue aujourd’hui disparue. La commune prend possession de cette bâtisse en 1849 grâce à une donation et en fait un presbytère. Cependant le curé déplore, dans une lettre adressée au préfet en 1864, qu’à son arrivée le lieu était inhabitable et que de lourds travaux ont été entrepris entre 1862 et 1863. Il est actuellement propriété de la commune.

#### Le manoir de Franqueterre
La plus ancienne mention connue date de 1238, lorsqu'il est question de la donation de la terre de Franqueterre à l’abbaye du Vœu (Cherbourg). Mais ce n’est qu’à partir du XVIe siècle que les sources les plus fiables concernent la famille Vaultier, alors propriétaire du domaine. Cette dernière apparaît dans deux enquêtes de noblesse réalisées en 1576 et 1598. Ces enquêtes avaient pour but de vérifier que les individus qui ne payaient pas la taille (impôt) disposaient bien d'un titre de noblesse. Et c’est ainsi qu’on apprend que la famille Vaultier aurait été anoblie en 1457 par Charles VII. Il s'agit donc de la vieille noblesse d'épée. On trouve aussi mention de Franqueterre dans le fameux journal du gentilhomme normand Gilles de Gouberville (1521-1578), qui évoque à plusieurs reprises le « sieur de Franqueterre advocat » ou encore le « lieutenant Franqueterre ». Autre témoignage de l’importance du domaine, Franqueterre est le seul lieu-dit de la paroisse d’Huberville qui soit indiqué sur la carte de Mariette de la Pagerie, dressée en 1689. Le domaine de Franqueterre sur la carte de Mariette de la Pagerie (1689). La propriété est composée d'un logis principal (demeure du maître) maintenant divisé en deux, comportant deux étages dont le dernier est éclairé par cinq lucarnes à œil-de-bœuf. Cette partie est exclusivement construite en appareil calcaire (moellons et pierres de taille).
L'architecture conserve quelques traces des XVe – XVIe siècles, cependant, le manoir est largement remanié à la fin du XVIIe siècle avec l’ouverture de grandes fenêtres. Une autre phase de travaux est réalisée au XVIIIe siècle avec le rehaussement du plafond au rez-de-chaussée et l’ajout de deux travées côté est. Le reste des bâtiments sont les dépendances correspondant aux communs : granges, étables, charreteries, grenier à blé, puits et four à pain. Le pigeonnier (qui n’apparaît pas sur le cadastre de 1812) comporte 380 trous pour le nichage des pigeons. Un trou équivalait à une vergée de terre, la propriété en possédait donc 380, soit près d’une cinquantaine d’hectares. On peut voir sur l’ancien cadastre que l'ensemble est déjà divisé et on observe à l'arrière du logis un jardin clos se terminant en « cul-de-loup ». Deux boulangeries avec four à pain sont disposées un peu l’écart des autres bâtiments et une grande pièce d’eau longe le sud du jardin jusqu’aux communs. L’accès au domaine se faisait depuis la RD 115 au-dessus d’Anneville, par une très large et grande avenue rectiligne.

#### La croix des anglais

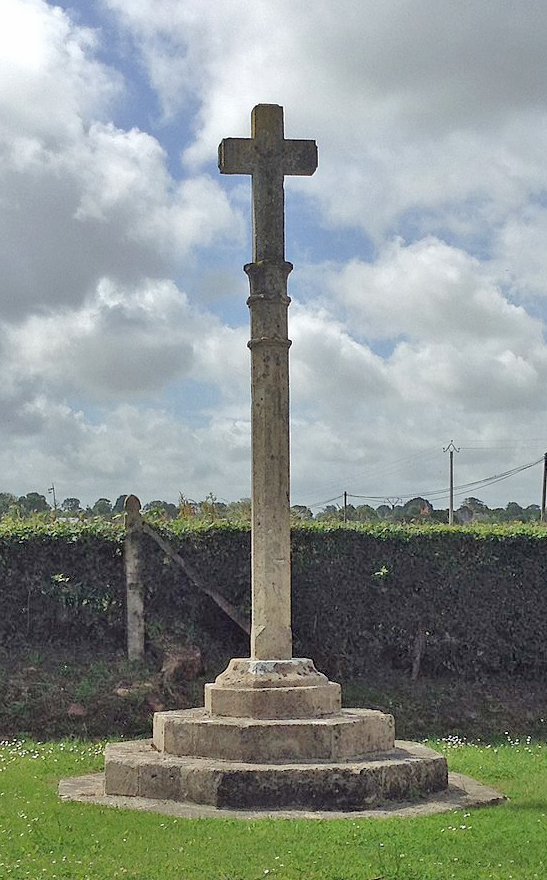
La croix des Anglais.

La croix des « Anglais » serait ainsi dénommée en référence à un épisode de la guerre de Cent Ans, commémorant le massacre d’un grand nombre de soldats anglais, lors d’une bataille opposant les troupes anglaises et françaises. D’après un article de La Presse cherbourgeoise paru le 22 septembre 1953 : celle-ci pourrait remonter au mois de mai 1364, époque à laquelle une avant-garde de l’armée française commandée par Dugescil et se dirigeant vers le château de Valognes, alors occupé par une garnison anglo-navarroise, « rencontra aux environs de Montebourg, dit la chronique, une troupe d’anglois qu’elle tailla en pièces ». En 1973, un article du Réveil, paru le 26 mai, place cet épisode près d’un siècle plus tard : ce serait le 14 mai 1450 que les survivants de la bataille de Formigny (Calvados) seraient tombés sur les troupes françaises près de Valognes, entre le Câtelet et Huberville et auraient été tués en grand nombre et enterrés selon la tradition dans un champ. Des ossements ont effectivement été trouvés dans le passé non loin de « la croix aux anglais » lorsque celle-ci fut déplacée de quelques mètres. Dans son état actuel, la croix a été façonnée dans un calcaire d’Yvetot et date du XVIIIe siècle, les croisillons en fer correspondent à des réparations effectuées au XIXe siècle. Les archives ecclésiastiques indiquent que la croix a été renversée pendant la Révolution et qu'elle a été restaurée par l’abbé Lami en 1821 qui aurait payé 140 francs de l'époque.

#### Le manoir d’Anneville
Le manoir d’Anneville des XVIe – XVIIIe siècles, se situe à 250 mètres au nord de l’église d’Huberville, à un carrefour situé le long de la route qui mène de Valognes à Quinéville sur la côte est du Cotentin. Ayant longtemps appartenu à la famille d’Anneville, le manoir s’enorgueillit d’avoir reçu le roi François Ier lors de son voyage de retour après s'être arrêté longuement dans le Cotentin en avril 1532, comme l’aurait longtemps affiché un texte gravé dans la chaux au-dessus d’une cheminée : L’an mil cinq cent et trente trois Par cy passa le roy Françoys.
Le manoir, construit en calcaire et en grès, s’articule autour d’une cour rectangulaire fermée dont les parties les plus anciennes datent probablement du XVe siècle. Le logis comporte un étage et est flanquée à son angle sud d’une tour d’angle circulaire, avec rez-de-chaussée aveugle. Un grand corps de communs vient s’adosser à l’est et en perpendiculaire de l’habitation ce qui donne à l’ensemble une configuration en « L » assez singulière qu'on voit sur le plan du cadastre ancien. Les façades du XVIIe siècle, remaniées par la suite et intégrant sans doute des parties bien plus anciennes, étaient peut-être protégées par des douves en eau. Sur l’ouest, la cour est close par une charreterie comportant quatre arcades supportées par des piliers circulaires. Elle est suivie d’un ancien pressoir. À la suite de la famille d’Anneville, la propriété a du appartenir à la branche cadette de la famille Vaultier qui dans l’enquête de noblesse en 1666 sont dits « sieurs d'Anneville ».

#### L'église Saint-Pierre-ès-Liens
L'église des XIe, XIIe, XVe – XVIIIe siècles, est sous le vocable de Saint-Pierre-ès-Liens faisant référence à l'emprisonnement de l'apôtre Pierre à Jérusalem en 44 apr. J.-C. par Hérodote Agrippa. C'est ce thème qui est rappelé dans la peinture du maître-autel.
Elle abrite une statue de saint Éloi (XVe), un calice (XVIIe), une bannière de procession saint Pierre et saint Jérôme (XVIIe), œuvres classées en 1975 et 1978 au titre objet aux monuments historiques, un maître-autel (XVIIe), une chaire à prêcher (XVIIIe), de nombreuses statues (XVIe et XVIIIe siècles), un tableau la Délivrance de saint Pierre (XVIIe), des fonts baptismaux (XVIIe) et un groupe sculpté saint Hubert et la biche (XIXe).
L’édifice conserve sur le mur nord de la nef des maçonneries en « arêtes de poisson » formées de petits moellons de grès mêlés de calcaire et de schiste. Cette structure ancienne, remonte probablement au début du XIe siècle. Elle fut modifiée dès le XIIe siècle par l’exhaussement des murs et le percement de nouvelles fenêtres à linteaux monolithes. La corniche installée à cette époque est supportée par une série de modillons (XIIe) typiques de l’art roman, où alternent un tonneau, des masques grimaçants, un poisson, un acrobate, un homme sonnant du cor, et des figures grotesques…Le portail occidental est encadré de chapiteaux romans, ornés de chimères et de motifs végétaux, supportant un arc à décor de chevrons et de perles. Le chœur a été réédifié au XIIIe siècle. Les colonnes supportant la voûte (celle-ci a été refaite au XIXe siècle) sont couronnées de chapiteaux sculptés à décor de têtes humaines et de crochets végétaux. Côté sud, la petite porte du prêtre est coiffée d’un tympan décoré d’une croix fleur-de-lysée. De nombreuses modifications ont été apportées à l’édifice dans le courant des XVIe et XVIIe siècles : on construisit alors le porche occidental et la chapelle latérale sud, et l’on inséra dans le chœur et dans la nef de nouvelles fenêtres. La chapelle latérale sud consacrée à Notre-Dame et en cours de restauration Une inscription commémorative visible dans l’édifice se rapporte à la construction de la chapelle consacrée à Notre-Dame de la Délivrande : « Antoine Bauquet prêtre curé de cette paroisse a fait bâtir cette chapelle de ses propres deniers en l'honneur de Dieu et Notre Dame de la Délivrande. Priez Dieu pour lui. le lambry de choeur de cette église a été fait des frais des décimateurs de cette paroisse en l'année 1686 et celui de la nef aux frais du trésor de cette église de l'année 1687. Priez Dieu pour ses bienfaiteurs. Guillaume Gilles. » Dans le dallage en calcaire du XVIIe siècle, se trouvent trois pierres tombales, le long du maitre-autel (familles Bauquet, de Saint-Laurent, Le Berseur et du Bec), une sous les bancs (familles de Cussy et de Beaudrap, début du XVIIe siècle) et une sur le côté nord du chœur (Joseph du Parc, curé de la paroisse, mort en 1769). Dans le mur nord du chœur se distingue une épitaphe armoriée de la famille Bauquet. Sur le mur sud du chœur est préservé un lavabo du XIVe siècle, et un autre du XVIIe siècle dans le mur sud de la chapelle Notre-Dame. Près de l’autel latéral nord : écu en pierre calcaire du XVIIe siècle. Dans la chapelle nord, la table d’autel en pierre calcaire date du XVe siècle. À l’extérieur, le mur ouest de la tour conserve une épitaphe armoriée de Guillaume Le Cappellain, écuyer, sieur du Parc (1779). D'après le compte rendu de la visite épiscopale de 1808, l’église se trouvait au sortir de la période révolutionnaire dans un état déplorable. Les archives ecclésiastiques signalent qu'il y avait une forte assemblée le jour de Saint-Pierre-ès-Liens qu'on y buvait largement. Ce serait dans ces circonstances que la cloche aurait été cassée par des « buveurs » sonnant les vêpres. La cloche actuelle, fondue à Villedieu-les-Poêles, date de 1825. Elle est dénommée Louise-Marie.
On trouve dans le cartulaire de l'abbaye de Montebourg, un Pierre du Quesnay (cf. manoir du Quesnay à Valognes), chevalier, qui donne, ainsi que dans celle de Sortosville, tout ce qu'il possède à cette abbaye. Sa fille et unique héritière, Lucie du Quesnay, épouse d'un chevalier du nom de Harel, confirma les donations faites par ses ancêtres en Huberville. En 1246, l'un de ses fils, Raoul Harel, confirma à son tour les donations faites par ses ancêtres en Huberville.

#### Autres monuments
- Manoir de la Métairie du XVIe siècle.
- Manoir de la Cour d'Huberville du XVIe siècle avec tour de guet et fossés. Au XVIIIe siècle le manoir est la possession de Charles Albert Hüe de Caligny, fils d'Anthenor Louis Hüe de Caligny et de Bonne Julie Morel de Courcy[39].
- Manoir de Cussy du XVIe siècle.
- Maison de l'évêque Albert Le Nordez du XIXe siècle. La maison, avec une tour hexagonale (style XVIe) couronnée d'une galerie crénelée destinée aux observations astronomiques, a été en grande partie conçue et réalisé en 1889 par l'évêque de Dijon[40]. On peut voir sur celle-ci le blason de l'évêque : parti, d'azur à une épée poignée d'or couronné d'or, à lame d'argent posée en pal, accostée de deux fleurs de lys d'or, au franc-canton d'azur chargé de trois roues d'or ; et de gueules à la croix ancrée d'or, au chef d'azur chargé d'une étoile d'argent[40].
- Croix de chemin dites la Croix Verte (XVIIIe siècle), croix des Rocquiers (XVIIIe siècle).

### Personnalités liées à la commune
- Albert Le Nordez (Montebourg, 1844 - Montebourg, 1922), ecclésiastique, retiré à Huberville après sa démission d'évêque de Dijon, adepte de Jeanne d'Arc et de Bossuet.
- Pascal Lemeland (Huberville, 1923 - 1944), résistant.

### Héraldique
| Blason de Huberville | Blason  | Parti : au premier d'azur à la croix de calvaire d'argent perronnée de trois degrés d'or, accostée de deux fleurs de lys du même, au léopard aussi d'or brochant au sommet de la colonne sous la croix ; au second de gueules à la tour hexagonale du lieu d'or, au chef d'azur chargé de trois étoiles d'argent, celle du milieu plus grande. |
| Blason de Huberville | Détails | |